# フライデイ・ヒル
フライデイ・ヒル（Friday Hill）はイギリスのポップ・ラップ3人組グループ。

## メンバー
- ジェイムス・ビクター・マッケンジー（James Victor MacKenzie）
- ムスタファ・オマー（Mustafa Omer）
- ジェイムス・マレー（James Murray）

## 来歴
2005年10月にデビュー・シングル"Baby Goodbye"がリリースされ、UKシングルチャート5位をマークすると、翌年2月13日にもシングル、"One More Night Alone"をリリースし、同曲はUKチャート13位をマークした。しかしながら、2週間後の2月27日に発売されたアルバム、"Times Like These"は67位に終わり、ポリドール・レコードと解約することになる。
2008年に解散。

## ディスコグラフィ

### アルバム
- 2006 "Times Like These" (2006年2月27日発売) UKチャート67位

### シングル
| 年   | 曲名                   | 最高位             | アルバム         |
| 年   | 曲名                   | UKシングルチャート | アルバム         |
| ---- | ---------------------- | ------------------ | ---------------- |
| 2005 | "Baby Goodbye"         | #5                 | Times Like These |
| 2006 | "One More Night Alone" | #13                | Times Like These |